# Capo Boeo
Le Capo Boeo (ou Capo Lilibeo) est situé à l'extrémité ouest de la Sicile, sur le territoire de Marsala, dans la province de Trapani.
Sur ce promontoire, Pentathlos tente de fonder une colonie avec quelques Cnidiens et Rhodiens vers -580. Plus tard, s'y élevait l'ancienne cité punique de Lilybée, aujourd'hui site archéologique de Cap Boeo, il fait partie de la ville de Marsala. 
Le cap Boeo marque la frontière maritime entre la mer Tyrrhénienne et la mer Méditerranée.
À proximité se trouve le musée archéologique Baglio Anselmi.